# Economia da Costa do Marfim
A economia da Costa do Marfim é baseada na agricultura, que emprega 68% da população, principalmente no cultivo do cacau é um dos maiores exportadores do mundo,mas sua dívida externa chega a US$ 14,46 bilhões. O país também é atualmente o maior exportador de óleo de palma - 256 mil toneladas - e o terceiro produtor de algodão (106 mil toneladas de fibras em 1995). A produção de borracha (83 mil toneladas em 1995) e de copra (43 mil toneladas em 1995), inexistentes antes 1960, bem como as lavouras de abacaxi (170 mil toneladas em 1995), bananas (211 mil toneladas em 1995) e açúcar (125 mil toneladas em 1995), se tornaram itens importantes da balança comercial. A recuperação do setor de madeira, que, em 1988, correspondia a um terço da receita de exportação, é mais recente.
No setor da pecuária e diante do problema de abastecimento em proteínas animais, a Costa do Marfim é obrigada a importar grandes quantidades de carne. Portanto, um amplo programa visando a desenvolver o potencial nacional foi lançado.
A economia também é baseada nas 1.600 industrias do país, no total em todos os setores são 2.283 empresas privadas e 140 em que o estado é acionista majoritário. 74% das empresas se encontram na região de Abidjan, 4% em Bouaké e 2% em San Pedro, 20% em outras regiões.O sistema bancário marfinense é um dos mais desenvolvidos da África. Ele é composto de um banco de desenvolvimento, de dezesseis bancos comerciais, de uma dezena de representações internacionais e de dezesseis estabelecimentos financeiros. A Côte d'Ivoire pertence à “zona franca” , institucionalizada pela União Monetária Oeste Africana. Os sete estados membros (Benim, Burkina Faso, Côte d'Ivoire, Mali, Níger, Senegal e Togo) entregaram a emissão da moeda, o Franco CFA, e de maneira geral, as suas políticas monetárias a uma instituição, o Banco Central dos Estados da África do Oeste, cuja sede fica em Dacar (Senegal).

## Comércio Exterior
Em 2020, o país foi o 82º maior exportador do mundo (US $ 12,7 bilhões, 0,1% do total mundial). Na soma de bens e serviços exportados, chega a US $ 4,7 bilhões, ficando em 120º lugar mundial. Já nas importações, em 2019, foi o 90º maior importador do mundo: US $ 13,0 bilhões.

## Setor primário

### Agricultura
A Costa do Marfim produziu, em 2018:
- 7,2 milhões de toneladas de inhame (3º maior produtor do mundo, somente atrás de Nigéria e Gana);
- 5 milhões de toneladas de mandioca (14º maior produtor do mundo);
- 2,1 milhões de toneladas de óleo de palma;
- 2,1 milhões de toneladas de arroz;
- 1,9 milhão de toneladas de cacau (maior produtor do mundo);
- 1,9 milhão de toneladas de cana de açúcar;
- 1,8 milhão de toneladas de plantain, ou banana-da-terra (8º maior produtor do mundo);
- 1 milhão de toneladas de milho;
- 688 mil toneladas de castanha de caju (3º maior produtor do mundo, somente atrás de Vietnã e Índia);
- 461 mil toneladas de borracha natural;
- 397 mil toneladas de banana;
- 316 mil toneladas de algodão;
- 170 mil toneladas de amendoim;
- 108 mil toneladas de coco;
- 98 mil toneladas de manga;
- 60 mil toneladas de noz de cola;
- 47 mil toneladas de abacaxi;
- 41 mil toneladas de laranja;
- 39 mil toneladas de café;
- 5,7 mil toneladas de tabaco;

Além de outras menores de outros produtos agrícolas. Produtos como óleo de palma, cacau, banana, castanha de caju, algodão e café são destinados à exportação.

### Pecuária
Na pecuária, a Costa do Marfim produziu, em 2019: 156 mil toneladas de carne de caça, 53 mil toneladas de carne de frango, 31 mil toneladas de carne bovina, 30 milhões de litros de leite de vaca, entre outros.

## Setor secundário

### Indústria
O Banco Mundial lista os principais países produtores a cada ano, com base no valor total da produção. Pela lista de 2018, a Costa do Marfim tinha a 81ª indústria mais valiosa do mundo (US $ 6,8 bilhões).
Em 2020, o país não produzia veículos nem aço.

### Mineração
Em 2019, o país era o 9º maior produtor mundial de manganês
Na produção de ouro, em 2017 o país produziu 20,3 toneladas.

### Energia
Nas energias não-renováveis, em 2020, o país era o 58º maior produtor de petróleo do mundo, extraindo 36,7 mil barris/dia. Em 2011, o país consumia 24,6 mil barris/dia (122º maior consumidor do mundo). Em 2010 foi o 51º maior exportador de petróleo do mundo (32,1 mil barris/dia). Em 2015, o país era o 57º maior produtor de gás natural (2 bilhões de m3 ao ano).
Nas energias renováveis, em 2020, o país não produzia energia eólica nem energia solar.

## Corrigido
1. ↑  CIA. «The World Factbook». Consultado em 22 de dezembro de 2012
2. ↑  Trade Map - List of exporters for the selected product in 2018 (All products)
3. ↑  Market Intelligence: Disclosing emerging opportunities and hidden risks
4. ↑  «International Trade Statistics». International Trade Centre. Consultado em 25 de agosto de 2020
5. 1 2  Côte d'Ivoire production in 2018, by FAO
6. ↑   Produção da pecuária da Costa do Marfim em 2019, pela FAO
7. ↑  Fabricação, valor agregado (US $ corrente)
8. ↑  World vehicle production in 2019
9. ↑  World crude steel production
10. ↑  Global crude steel output increases by 3.4% in 2019
11. ↑  USGS Manganese Production Statistics
12. ↑  Ivory Coast Gold Production
13. 1 2  Annual petroleum and other liquids production
14. ↑  Statistical Review of World Energy, June 2020
15. ↑  The World Factbook — Central Intelligence Agency
16. ↑  CIA. The World Factbook. Natural gas - production.
17. ↑  RENEWABLE CAPACITY STATISTICS 2021